# 失樂園 (小說)
《失樂園》，日本作家渡邊淳一的小說，1995年至1996年在《日本經濟新聞》上連載，同年拍成電影和電視劇。1997年2月講談社出版單行本，出版量迄今已超過三百萬冊。
主角形象來自1936年發生的阿部定事件。此書一經出版便受到讀者歡迎，廣大的觀眾使「失樂園」一詞成為日本婚外情的代稱，也成為1997年的日本流行語。

## 故事情節
一向循規蹈矩的松原凛子是一位美女書法家，外号“楷书小姐”，年38歲，25歲時相親結婚，嫁給一個醫生松原晴彦。
松原雖然醫術高超，卻生性木訥，少言語，對妻子冷冰，喜歡一個人在書房坐著吃起士。婚姻中得不到丈夫關愛的凛子，和50歲(小說第1章第2節提到「一年前當他53歲時..」，故久木初登場時應為54歲)事業不得意的上班族久木祥一郎產生婚外情。凛子深陷於從未感受過的肉體的歡愉，而無法自拔。久木祥一郎亦因事業不得意而將感情投入。
兩人由在旅館幽會發展至在外租屋幽會，由隱瞞配偶發展至無法隱瞞。松原晴彦後來從私家偵探口中得知凛子有婚外情，他告訴妻子，絕不會離婚成全凛子。真相爆發後，凛子亦受到母親嚴厲的責備。祥一郎的工作亦因一封黑函被調到分公司。祥一郎選擇辭職，使公司董事驚訝。
久木於過程中跟凛子產生了想在「愛的頂點中死去」的共感，因為這樣愛的紐帶就不會分開了。
38歲的凜子與50歲(小說最終章表示為55歲)的久木，
在同年冬天，在凜子父親位於輕井澤的別墅裡，祥一郎和凛子於性愛高潮時双双服毒自杀殉情。

## 電影
1997年由角川書店、東映、Ace Pictures（エースピクチャーズ，即今Asmik Ace Entertainment）、日本出版販賣、三井物產等企業聯合製作。曾榮獲日本電影金像獎、報知電影賞、電影旬報賞。入圍第21屆日本電影學院獎13個獎項，最終由黒木瞳取得最佳女主角的獎項。

### 編製
- 監督：森田芳光
- 脚本：
- 音楽：
- 美術：小沢秀高
- 撮影：高瀬比呂志
- 編集：田中慎二
- 製作：原正人

### 演员
- 久木祥一郎：役所広司
- 松原凜子：黒木瞳
- 衣川和記：寺尾聰
- 松原晴彦：柴俊夫
- 久木文枝：星野知子
- 久木知佳：木村佳乃
- 水口吾郎：平泉成
- 三浦節子：岩崎加根子
- 小畑常務：中村敦夫

## 電視劇
讀賣電視台製作，NNS1997年7月7日至1997年9月22日日本時間每週一22:00～22:54首播，共12集。在臺灣由民視無線台首播。
播畢之後在獲得高收視率之下，同年12月29日日本時間21:00～23:24播出特別篇。並追加在義大利的新場景及情節，收視率高達20%。
主題曲方面，電視劇和特別篇都起用ZARD的歌曲。

### 演员
- 久木祥一郎：古谷一行
- 松原凜子：川島直美
- 久木文枝：十朱幸代
- 久木知佳：菅野美穗
- 松原晴彦：國廣富之
- 松原昌美：加賀まりこ
- 衣川達夫：三野文太
- 衣川宗互：大浦龍宇一
- 衣川透：金子賢
- 田邊常務：勝部演之
- 落合秋美：粟田麗
- 江藤邦子：南田洋子
- 水口吾郎：河原崎建三
- 妻良英彰：鶴田忍

### 製作人員
- 監督：加藤彰（日语：加藤彰 (映画監督)）
- 脚本：中島丈博（日语：中島丈博）
- 演出：加藤彰、花堂純次
- 音楽：渡邊俊幸
- 主題歌：ZARD 永遠（B-Gram RECORDS）／電視劇；「Love is Gone」／特別篇
- 制作協力：総合ビジョン（日语：総合ビジョン）

### 各話列表
| 話數            | 日文標題 | 首播日期      | 收視率 | 備註                                 |
| --------------- | -------- | ------------- | ------ | ------------------------------------ |
| 1               |          | 1997年7月7日  | 23.5%  | 22:30～23:24 （延遲30分鐘播出）      |
| 2               |          | 1997年7月14日 | 20.7%  |                                      |
| 3               |          | 1997年7月21日 | 20.7%  | 通常時間加長10分鐘 （64分）          |
| 4               |          | 1997年7月28日 | 19.8%  |                                      |
| 5               |          | 1997年8月4日  | 19.0%  |                                      |
| 6               |          | 1997年8月11日 | 19.3%  |                                      |
| 7               |          | 1997年8月18日 | 17.3%  |                                      |
| 8               |          | 1997年8月25日 | 20.1%  |                                      |
| 9               |          | 1997年9月1日  | 21.1%  |                                      |
| 10              |          | 1997年9月8日  | 18.6%  |                                      |
| 11              |          | 1997年9月15日 | 20.6%  |                                      |
| 12              |          | 1997年9月22日 | 27.3%  | 通常時間加長30分鐘 （22:00～23:24 ） |
| 平均收視率20.7% |          |               |        |                                      |

## 外部連結
- 民視電視劇《失樂園》（页面存档备份，存于）
- 互联网电影数据库（IMDb）上《失樂園》的资料（英文）